# Voxpop
Voxpop var ett musikprogram som sändes i SVT1 från SVT Växjö från 17 januari 1996 (ursprungligen som Musikrevyn) till 14 maj 2002.
Tio musikvideor tävlade varje vecka, och de som slutade från första till femte plats fick vara med igen veckan efter. Dock fick en låt bara vara med i maximalt tre veckor. Det sändes både på våren och hösten i direktsändning från Växjö och det var tittarna som ringde in och röstade. Vanligtvis brukade man börja på en helt nya lista inför varje säsong, så de musikvideor som låg på listan i slutet av en säsong kunde inte gå vidare till nästa.
Under en period fanns det även en dansk version av Voxpop som även den sändes från Växjö, men med dansk programledare.

## Historik
Programmet hade premiär den 17 januari 1996 och hade då namnet Musikrevyn. Programmet sändes på onsdagar 19.15 i SVT1. Det första programmet leddes av Anna Valdsoo, men Magnus Karlsson var programledare för resten av säsongen.
Inför andra säsongen som inleddes den 18 september 1996 bytte programmet namn till Voxpop. Voxpop ska vara en sammansättning av orden vox populi, som är latin för "folkets röst". Programmet var förinspelat och därför kunde inte resultatet av omröstningen presenteras i programmet. Till en början presenterades resultatet i NöjesRevyn, men senare blev resultatet ett eget litet program vid namn Voxtopp.
Hösten 1997 förändrades programmet. Programmet blev en timme långt och man började sända direkt vilket gjorde det möjligt att presentera resultatet av omröstningen direkt i programmet. Samtidigt blev Henrik Olsson ny programledare. Voxtopp överlevde och blev ett införprogram som visades på måndagar. Det innehöll även de musikvideor som skulle utmana den befintliga toppen på onsdagen.
Från Voxpop-redaktionen sändes också ett kort program vid namn Jukebox där tittarna kunde önska vad som skulle visas. Några gånger 1998 sändes även det timmeslånga programmet Voxmix till vilket tittarna kunde ringa in och önska musikvideor. Namnet Jukebox användes även senare till ett Voxmix-liknande program.
Sedermera förändrades programmet Voxtopp och blev även det en omröstning. Korta klipp ur ett antal nya videor visades varpå det röstades och de videor som fick flest röster gick vidare till onsdagens program. Man introducerade även ett system med "bubblare" där den låt som kom på sjätte plats i Voxpop-listan gick vidare och fick en andra chans i Voxtopp.
Henrik Olsson efterträddes hösten 1999 av Josefine Sundström.
I januari 2001 gjordes omfattande förändringar av Sveriges Televisions tablåer. Detta innebar bland annat att man flyttade Rapport från SVT2 till SVT1. Voxpop hade tidigare sänts mellan 19.00 och 20.00 och fick därmed sin sändningstid halverad vilket gjorde en omfattande förändring av programmet nödvändig.
Nyordningen innebar att programmet flyttades till tisdagar och inleddes med Voxtopp mellan 17.00 och 18.00, varefter Voxpop visades 19.00–19.30 efter Bolibompa. I Voxtopp visades själva listan som hade utökats från tio till tretton musikvideor eftersom man fått mer programtid. I Voxpop sändes det som tidigare hade avslutat gamla Voxpop, det vill säga musiknyheter, intervjuer och dylikt, varpå programmet avslutades med presentation av topplistan.
Voxpop sändes i tre säsonger i sitt nya format innan programmet lades ner efter tretton säsonger. Det sista programmet visades den 14 maj 2002.
Voxpop ersattes följande höst av programmet Spinn som även det sändes från Växjö och innehöll en musiklista.

## Finaler
I slutet av varje säsong kördes en final mellan alla de musikvideor som lyckats sluta etta under säsongen.
Några av de musikvideor som vann finalerna var bland annat:
- Våren 1996: "Wannabe", Spice Girls
- Våren 1997: "Anywhere for You", Backstreet Boys
- Hösten 1997: "I Will Come to You", Hanson
- Våren 1998: "My Heart Will Go On", Celine Dion
- Hösten 1998: "Pretty Fly (for a White Guy)", The Offspring
- Våren 1999: "I Want It That Way", Backstreet Boys
- Hösten 1999: "The Bad Touch", Bloodhound Gang
- Våren 2000: "Otherside", Red Hot Chili Peppers
- Hösten 2000: "Stan", Eminem och Dido
- Våren 2001: "Teenage Dirtbag", Wheatus
- Våren 2002: "Jag orkar inte mer", Markoolio

### Webbkällor
- Sveriges Television - Voxpop (Internet Archive)

### Fotnoter
1. ↑  ”Svensk mediedatabas”. http://smdb.kb.se/catalog/search?q=Musikrevyn&sort=OLDEST. Läst 31 mars 2011.
2. ↑  ”Svensk mediedatabas”. http://smdb.kb.se/catalog/search?q=Voxpop+typ%3Atv&sort=OLDEST. Läst 31 mars 2011.